# شهرستان تاس قلعه
شهرستان تاس قلعه (قزاقی: Тасқала ауданы, تاسقالا اۋدانی) یک شهرستان در قزاقستان است که در استان قزاقستان غربی واقع شده‌است. این شهرستان ۱۷۰۹۱ نفر جمعیت دارد.